# おはようふくいセブン
『おはようふくいセブン』は、2013年4月7日から2019年9月29日まで福井放送（FBCテレビ）で放送されていた福井県の県政広報番組。
2003年8月3日から2013年3月31日までは『おはようふくい730』（おはようふくいななさんまる）として放送。新年度に放送時間および番組名を変更している。

## 番組概要
『県民サロン』の後継番組として、2003年8月3日に放送を開始。スタジオで福井県が進めている政策（例えば少子化対策や観光の振興など）について同県の担当職員らを交えて紹介することもあれば、県内をロケする企画もある。この番組では文字多重放送を実施しており、不定期で手話通訳も実施される場合がある。
2013年4月の放送からは、日曜朝の情報番組『シューイチ』の放送開始時間が30分繰り上げとなるのに合わせて、放送時間を30分繰り上げ。同時に番組名を現在の『おはようふくいセブン』に変更した。
2019年9月29日で番組が終了し、翌週の10月6日からは『朝だよ!ハピネスふくい』が放送されている（放送時間は同一）。

## 主なコーナー
ここでは『おはようふくいセブン』で放送されるコーナーについて取り上げる。番組のエンディングでは、福井県内の映画館で上映された『県政ニュース』と現在の様子が放送される。
おでかけセブン
- 福井県内で放送当日以降に開催されるイベントを紹介。番組オープニングに放送される。

ちょいトレセブン
- 手軽にできるストレッチを実演しながら紹介。番組中盤に放送される。

## 放送時間
おはようふくい730
- 日曜日 7:30 - 8:00

おはようふくいセブン
- 日曜日 7:00 - 7:30

編成上の都合で通常の時間帯に放送できない場合は以下のような対応を取っている。
- 『24時間テレビ』の場合は、前日（土曜日）の昼に『ふれあい若狭』などと合わせて放送される。
  - なお、2006年は該当日(8月27日)の放送を取りやめる。時間の変更も実施しない。
- 年末年始の場合は、元日を除いて変更がないことが多い。元日が日曜日の場合は朝から日本テレビの番組をネットする関係で翌日などに振り替えて放送する(他局で箱根駅伝の事前番組を放送する時間など)。年始の場合はゲストに知事を招く。

## その他
- スタジオ収録の場合は、FBC社屋1階の「テレビスタジオ」を利用。
- 県民サロンのときから「ステーションブレイクを除いてCMはなし。番組最後の1分間は県主催のイベントなどを紹介」というスタイルだったが、2007年に入ってからは番組途中にイベント案内を挿入する形になっていた。
- 日本テレビ系列の一部でこの時間に放送されている『所さんの目がテン!』および『遠くへ行きたい』（読売テレビ）はいずれも同時放送を実施していない（前者は遅れ放送となっている）。

### 類似した名前の番組
- ジパングあさ6 おはようふくい - 『ジパングあさ6』のローカルパート。FBCテレビで放送されていた。
- おはよう福井 - NHK福井放送局が制作し福井県向けに放送されている、『NHKニュースおはよう日本』のローカルパート。
- ぶんぶんセブン - 石川県のテレビ金沢で放送されている石川県の広報番組[2][3]。お笑いコンビのぶんぶんボウルが出演しており、この番組と同じ日に放送を開始している。